# 퇴근길 프리덤
퇴근길 프리덤은 OBS 라디오에서 평일 저녁 6시 30분, 주말 오후 5시에 방송되었던 프로그램이다. 2023년 8월 7일 자로 5개월만에 폐지되었다.

## 진행
- 김장환 (배우)